# Isten hozta Hollywoodban
Az Isten hozta Hollywoodban (eredeti címén: Welcome to Hollywood) 1998-ban bemutatott amerikai vígjáték Tony Markes és Adam Rifkin főszereplésével.

## Történet
Adam Rifkin a nem igazán sikeresnek mondható rendező, új tehetséget fedez fel az ifjú színészben, Nick Decker (Tony Markes) személyében. De Nick-re senki nem fog odafigyelni, míg meg nem ismerik. Ezért Adam elterjeszti, hogy Angie Everhart-tal jár, a fotósok kedvencével. Így Adam esélyt lát, hogy Nick-re is oda fognak figyelni.

## Szereplők
- Adam Rifkin – Adam Rifkin
- Tony Markes – Nick Decker
- Jane Jenkins – rendező válogató
- Allison Anders – önmaga
- Tom Arnold – önmaga
- Halle Berry – önmaga
- Sandra Bullock – önmaga
- Nicolas Cage – önmaga
- Glenn Close – önmaga
- Wes Craven – önmaga
- Cameron Crowe – önmaga
- Cameron Diaz – önmaga
- Roger Ebert – önmaga
- Carmen Electra – önmaga
- Angie Everhart – önmaga
- Laurence Fishburne – önmaga
- Peter Fonda – önmaga
- Jeff Goldblum – önmaga
- Cuba Gooding Jr. – önmaga
- Woody Harrelson – önmaga
- David Hasselhoff – önmaga
- Salma Hayek – önmaga
- Evander Holyfield – önmaga
- Dennis Hopper – önmaga
- Ron Howard – önmaga
- Mike Leigh – önmaga
- Matthew McConaughey – önmaga
- Ewan McGregor – önmaga
- Anthony Minghella – önmaga
- Julianne Moore – önmaga
- Cathy Moriarty – önmaga
- Pat O’Brien – önmaga
- Nancy O'Dell – önmaga
- Jada Pinkett Smith – önmaga
- Kelly Preston – önmaga
- Fred Roggin – önmaga
- Joel Schumacher – önmaga
- Ron Shelton – önmaga
- Will Smith – önmaga
- Mira Sorvino – önmaga
- John Travolta – önmaga
- Ally Walker – önmaga
- John Waters – önmaga
- Irwin Winkler – önmaga
- Robert Wuhl – önmaga